# Single-Pair High-speed Digital Subscriber Line
In telecomunicazioni Single-Pair High-speed digital subscriber line (SHDSL) è una tecnologia di tipo Digital Subscriber Line (DSL), che fornisce una velocità di trasmissione simmetrica (uguale velocità in download e upload) da 192 a 2.304 kbit/s per una singola coppia in rame (doppino), con incrementi di 64 kbit; variabile da 384 a 4.608 kbit/s per due doppini, con incrementi di 128 kbit/s SHDSL è anche sigla di Symmetric High-speed Digital Subscriber Line.

## Caratteristiche
La massima distanza raggiungibile dipende dall'attenuazione specifica del doppino, dal bit rate richiesto e dalle condizioni di rumorosità del cavo (più è rumoroso, minore è la distanza raggiungibile) fino a circa 3 km. La modalità con due doppini può tuttavia essere usata per aumentare la distanza diminuendo il bit rate usato su ogni singolo doppino.
Il payload può essere scelto con flessibilità tra modalità strutturate (T1 o E1 intere o frazionate), accessi base ISDN multipli, Asynchronous Transfer Mode (ATM) o una combinazione di traffico pacchettizzato e strutturato che condividono lo stesso collegamento SHDSL.
Il primo standard internazionale per SHDSL è stata la Raccomandazione ITU-T G.991.2, del febbraio 2001.
In Europa, una variante del G.SHDSL è stata standardizzata dell'ETSI sotto il nome SDSL. Questa variante ETSI non è compatibile con la variante europea delle specifiche [ITU-T] e non dev'essere confusa con il termine SDSL utilizzato in Nord America.

## La versione SHDSL.bis
L'ultima variante allo standard SHDSL, SHDSL.bis, consente una maggiore flessibilità nell'allocazione della banda nei diversi canali fisici di trasporto, e ha l'opzione per aumentare la velocità trasmissiva con una diversa tecnica di modulazione del segnale elettrico, tramite una 32-TCPAM invece di una Trellis-Coded Pulse Amplitude Modulation a 16 bit (16-TCPAM).
La nuova versione supporta il trasporto diretto di traffico a pacchetti, che si aggiunge alle precedenti commutazione ATM e T1/E1. Ciò consente, ad esempio, il trasporto in maniera nativa, senza trasformazioni, dei pacchetti trasmessi in una rete Ethernet. Lo standard SHDSL.bis fornisce una velocità di connessione da 2 a 5,69 Mbit/s, entro un raggio utile superiore ai 2,7 km.